# ჵ
Hoe (Asomtavruli Ⴥ, nuskhuri ⴥ, mkhedruli ჵ) es la letra número 38 del alfabeto georgiano..
En el sistema de números georgianos tiene un valor de 10,000. Ahora obsoleto en georgiano.

## Letra
| asomtavruli | nuskhuri | mkhedruli |
| ----------- | -------- | --------- |
|             |          |           |

## Codificación digital
| asomtavruli | nuskhuri | mkhedruli |
| ----------- | -------- | --------- |
| U + 10C5    | U + 2D25 | U + 10F5  |